# Кастельспіна
Кастельспіна (італ. Castelspina, п'єм. Castelspèina) — муніципалітет в Італії, у регіоні П'ємонт,  провінція Алессандрія.
Кастельспіна розташована на відстані близько 460 км на північний захід від Рима, 80 км на південний схід від Турина, 13 км на південь від Алессандрії.
Населення — 421 особа (2014).
Щорічний фестиваль відбувається 20 травня. Покровитель — San Bernardino da Siena.

## Демографія
Населення за роками:

Станом на 1 січня 2023 року в муніципалітеті офіційно проживало 14 іноземців з 5 країн, серед них 10 громадян країн Євросоюзу.

## Сусідні муніципалітети
- Кастеллаццо-Борміда
- Гамалеро
- Предоза
- Сеццадіо